# Мармадјук (Арканзас)
Мармадјук (енгл. Marmaduke) град је у америчкој савезној држави Арканзас.

## Демографија
По попису из 2010. године број становника је 1.111, што је 47 (-4,1%) становника мање него 2000. године.
| Група             | 2000.         | 2010.         |
| Белци             | 1.118 (96,5%) | 1.072 (96,5%) |
| Афроамериканци    | 0 (0,0%)      | 0 (0,0%)      |
| Азијати           | 1 (0,1%)      | 1 (0,1%)      |
| Хиспаноамериканци | 9 (0,8%)      | 19 (1,7%)     |
| Укупно            | 1.158         | 1.111         |